# Straight Lines
"Straight Lines" é uma canção da banda australiana Silverchair. A canção foi lançado na Austrália em 20 de março de 2007,  e estreou no número um na ARIA. O single foi logo seguido pelo lançamento do quinto álbum de estúdio da banda, Young Modern, lançado em 31 de março de 2007. Ao contrário das canções escritas durante Diorama onde Daniel Johns escreveu todas as faixas, "Straight Lines" foi co-escrita por Julian Hamilton. Em 19 de fevereiro de 2007, tornou-se o primeiro single da banda a chegar ao topo das paradas australianas desde o single de 1997 "Freak". Em 2 de setembro de 2007, "Straight Lines" foi credenciada com dupla platina pela ARIA, representando as vendas combinadas digitais e remessa física de 140 mil singles na Austrália, igualando "Tomorrow", como seu mais vendido single. Em 28 de outubro de 2007, "Straight Lines" ganhou o prêmio de "Melhor Single australiano" no ARIA Awards de 2007, bem como "Single do Ano". A canção foi a música mais tocada na rádio australiana em 2007. Ela alcançou o # 2 na Triple J Hottest 100 para 2007 e perdeu o Número 1 por apenas 13 votos. Em janeiro de 2008 o single completou 40 semanas no Top 50.

## Desempenho nas paradas
| Parada musical (2007)                  | Posição |
| -------------------------------------- | ------- |
| Australian Singles Chart               | 1       |
| Australian Top 40 Digital Tracks Chart | 1       |
| New Zealand RIANZ Singles Chart        | 11      |
| U.S. Billboard Modern Rock Tracks      | 12      |